# Delegati dalle Isole Marianne Settentrionali alla Camera dei rappresentanti degli Stati Uniti d'America
Le Isole Marianne Settentrionali in qualità di territorio non incorporato possono eleggere un rappresentante non votante alla camera dei rappresentanti. Attualmente è il delegato è il democratico Gregorio Sablan.

## Elenco

### Rappresentanti residenti
| N.                                           | Foto                                        | Rappresentante                              | Partito                                     | Carica                                      | Carica                                      | Congresso                                   |
| N.                                           | Foto                                        | Rappresentante                              | Partito                                     | Inizio                                      | Termine                                     | Congresso                                   |
| Il Distretto venne creato il 3 gennaio 1978  | Il Distretto venne creato il 3 gennaio 1978 | Il Distretto venne creato il 3 gennaio 1978 | Il Distretto venne creato il 3 gennaio 1978 | Il Distretto venne creato il 3 gennaio 1978 | Il Distretto venne creato il 3 gennaio 1978 | Il Distretto venne creato il 3 gennaio 1978 |
| -------------------------------------------- | ------------------------------------------- | ------------------------------------------- | ------------------------------------------- | ------------------------------------------- | ------------------------------------------- | ------------------------------------------- |
| 1                                            |                                             | Edward Pangelinan                           | Democratico                                 | 3 gennaio 1978                              | 9 gennaio 1984                              | 95                                          |
| 1                                            | 96                                          | Edward Pangelinan                           | Democratico                                 | 3 gennaio 1978                              | 9 gennaio 1984                              |                                             |
| 1                                            | 97                                          | Edward Pangelinan                           | Democratico                                 | 3 gennaio 1978                              | 9 gennaio 1984                              |                                             |
| 1                                            | Repubblicano                                | Edward Pangelinan                           | 98                                          | 3 gennaio 1978                              | 9 gennaio 1984                              |                                             |
|                                              |                                             | Froilan Tenorio                             | 98                                          | Democratico                                 | 9 gennaio 1984                              | 8 gennaio 1990                              |
| 2                                            | 99                                          | Froilan Tenorio                             |                                             | Democratico                                 | 9 gennaio 1984                              | 8 gennaio 1990                              |
| 2                                            | 100                                         | Froilan Tenorio                             |                                             | Democratico                                 | 9 gennaio 1984                              | 8 gennaio 1990                              |
|                                              | 101                                         | Froilan Tenorio                             |                                             | Democratico                                 | 9 gennaio 1984                              | 8 gennaio 1990                              |
|                                              |                                             | Juan Babauta                                | Repubblicano                                | 8 gennaio 1990                              | 14 gennaio 2002                             |                                             |
| 3                                            | 102                                         | Juan Babauta                                | Repubblicano                                | 8 gennaio 1990                              | 14 gennaio 2002                             |                                             |
| 3                                            | 103                                         | Juan Babauta                                | Repubblicano                                | 8 gennaio 1990                              | 14 gennaio 2002                             |                                             |
| 3                                            | 104                                         | Juan Babauta                                | Repubblicano                                | 8 gennaio 1990                              | 14 gennaio 2002                             |                                             |
| 3                                            | 105                                         | Juan Babauta                                | Repubblicano                                | 8 gennaio 1990                              | 14 gennaio 2002                             |                                             |
| 3                                            | 106                                         | Juan Babauta                                | Repubblicano                                | 8 gennaio 1990                              | 14 gennaio 2002                             |                                             |
|                                              | 107                                         | Juan Babauta                                | Repubblicano                                | 8 gennaio 1990                              | 14 gennaio 2002                             |                                             |
|                                              |                                             | Pedro Agulto Tenorio                        | Repubblicano                                | 14 gennaio 2002                             | 3 gennaio 2009                              |                                             |
| 4                                            | 108                                         | Pedro Agulto Tenorio                        | Repubblicano                                | 14 gennaio 2002                             | 3 gennaio 2009                              |                                             |
| 4                                            | 109                                         | Pedro Agulto Tenorio                        | Repubblicano                                | 14 gennaio 2002                             | 3 gennaio 2009                              |                                             |
| 4                                            | 110                                         | Pedro Agulto Tenorio                        | Repubblicano                                | 14 gennaio 2002                             | 3 gennaio 2009                              |                                             |
| Il Distretto venne abolito il 3 gennaio 2009 |                                             |                                             |                                             |                                             |                                             |                                             |

### Rappresentante non votante
| N.                                          | Foto                                     | Rappresentante                           | Partito                                  | Carica                                   | Carica                                   | Congresso | Mandato           | Storia elettorale |
| N.                                          | Foto                                     | Rappresentante                           | Partito                                  | Inizio                                   | Termine                                  | Congresso | Mandato           | Storia elettorale |
| ------------------------------------------- | ---------------------------------------- | ---------------------------------------- | ---------------------------------------- | ---------------------------------------- | ---------------------------------------- | --------- | ----------------- | ----------------- |
| Il Distretto venne creato il 3 gennaio 2009 |                                          |                                          |                                          |                                          |                                          |           |                   |                   |
| 1                                           |                                          | Gregorio Sablan                          | Democratico                              | 3 gennaio 2009                           | In carica                                | 111       | 1                 | Eletto nel 2008   |
| 1                                           | 112                                      | Gregorio Sablan                          | Democratico                              | 3 gennaio 2009                           | In carica                                | 2         | Rieletto nel 2010 |                   |
| 1                                           | Indipendente                             | Gregorio Sablan                          | 113                                      | 3 gennaio 2009                           | In carica                                | 3         | Rieletto nel 2012 |                   |
| 1                                           | Indipendente                             | Gregorio Sablan                          | 114                                      | 3 gennaio 2009                           | In carica                                | 4         | Rieletto nel 2014 |                   |
| 1                                           | Indipendente                             | Gregorio Sablan                          | 115                                      | 3 gennaio 2009                           | In carica                                | 5         | Rieletto nel 2016 |                   |
| 1                                           | Indipendente                             | Gregorio Sablan                          | 116                                      | 3 gennaio 2009                           | In carica                                | 6         | Rieletto nel 2018 |                   |
| 1                                           | Indipendente                             | Gregorio Sablan                          | 117                                      | 3 gennaio 2009                           | In carica                                | 7         | Rieletto nel 2020 |                   |
| 1                                           | Democratico                              | Gregorio Sablan                          | 118                                      | 3 gennaio 2009                           | In carica                                | 8         | Rieletto nel 2022 |                   |
| Da determinarsi con le elezioni del 2024    | Da determinarsi con le elezioni del 2024 | Da determinarsi con le elezioni del 2024 | Da determinarsi con le elezioni del 2024 | Da determinarsi con le elezioni del 2024 | Da determinarsi con le elezioni del 2024 | 119       |                   |                   |